# 1989 (album Taylor Swift)
1989 je peti studijski album američke pjevačice Taylor Swift koji je 27. listopada 2014. objavila diskografska kuća Big Machine Records. Swift je taj album počela pripremati iste godine kad je bio objavljen njen prethodni album  Red (2012.). Tijekom dvogodišnjega razdoblja pisanja pjesama, surađivala je s poznatim glazbenim producentima Maxom Martinom i Shellbackom (Martin je, zajedno sa Swift, bio i izvršni producent albuma).
Album je nazvan po godini rođenja Taylor Swift i bio je inspiriran pop-glazbom 1980-ih.

## O albumu
Ovaj album Taylor Swift svojevrstan je odmak od countryja s njezinih prethodnih albuma, a ona ga je sama opisala kao svoj "prvi službeni pop-album". U usporedbi s njenim prethodnim glazbenim ostvarenjima, produkcija albuma 1989 sastojala se od programiranih bubnjeva, sintesajzera, pulsirajućih basova te obrađenih pratećih vokala i gitara. Suvremeni su glazbeni kritičari album ocijenili uglavnom pozitivno, a nekoliko ga je glazbenih časopisa – među kojima su Time i Rolling Stone – proglasilo jednim od najboljih albuma 2014. godine. Singlovi "Shake It Off", "Blank Space" i "Bad Blood" bili su prvi na američkoj listi Billboard Hot 100: pjesma "Style" bila je na šestom, "Wildest Dreams" na petom, a "Out of the Woods" na osamnaestome mjestu iste liste 2014. godine. Prvih pet singlova dosegnuli su prvo mjesto na billboardovim listama Adult Top 40 i Mainstream Top 40 te dobili i multi-platinum certifikate Udruženja diskografske industrije Amerike (eng. Recording Industry Association of America).
Album 1989 je 2016. nagrađen Grammyjem za album godine i Grammyjem za najbolji vokalni pop-album. Singlovi "Shake It Off" (Grammy 2015) i "Blank Space" (Grammy 2016) bili su nominirani za nagradu Grammy u kategorijama za snimku godine (engl. Record of the Year), pjesmu godine (engl. Song of the Year) i najbolji pop-solo nastup (engl. Best Pop Solo Performance). Remix pjesme "Bad Blood" u duetu s Kendrickom Lamarom bio je 2016. nominiran u kategoriji za najbolji pop-duo ili pop-skupinu, a osvojio je nagradu za najbolji glazbeni video spot.

## Popis pjesama
| Standardno izdanje | Standardno izdanje           | Standardno izdanje                      | Standardno izdanje                           | Standardno izdanje | Standardno izdanje | Standardno izdanje | Standardno izdanje | Standardno izdanje | Standardno izdanje |
| Br.                | Skladba                      | Tekstopisac                             | Producenti                                   | Trajanje           |                    |                    |                    |                    |                    |
| ------------------ | ---------------------------- | --------------------------------------- | -------------------------------------------- | ------------------ | ------------------ | ------------------ | ------------------ | ------------------ | ------------------ |
| 1.                 | »Welcome to New York«        | Taylor Swift • Ryan Tedder              | Taylor Swift • Ryan Tedder • Noel Zancanella | 3:32               |                    |                    |                    |                    |                    |
| 2.                 | »Blank Space«                | Swift • Max Martin • Shellback          | Swift • Max Martin • Shellback               | 3:51               |                    |                    |                    |                    |                    |
| 3.                 | »Style«                      | Swift • Martin • Shellback • Ali Payami | Swift • Martin • Shellback • Ali Payami      | 3:51               |                    |                    |                    |                    |                    |
| 4.                 | »Out of the Woods«           | Swift • Jack Antonoff                   | Swift • Jack Antonoff                        | 3:55               |                    |                    |                    |                    |                    |
| 5.                 | »All You Had to Do Was Stay« | Swift • Martin                          | Swift • Martin • Mattaman & Robin            | 3:13               |                    |                    |                    |                    |                    |
| 6.                 | »Shake It Off«               | Swift • Martin • Shellback              | Martin • Shellback                           | 3:39               |                    |                    |                    |                    |                    |
| 7.                 | »I Wish You Would«           | Swift • Antonoff                        | Swift • Antonoff • Greg Kurstin • Martin     | 3:27               |                    |                    |                    |                    |                    |
| 8.                 | »Bad Blood«                  | Swift • Martin • Shellback              | Martin • Shellback                           | 3:31               |                    |                    |                    |                    |                    |
| 9.                 | »Wildest Dreams«             | Swift • Martin • Shellback              | Martin • Shellback                           | 3:40               |                    |                    |                    |                    |                    |
| 10.                | »How You Get the Girl«       | Swift • Martin • Shellback              | Martin • Shellback                           | 4:07               |                    |                    |                    |                    |                    |
| 11.                | »This Love«                  | Swift                                   | Nathan Chapman • Swift                       | 4:10               |                    |                    |                    |                    |                    |
| 12.                | »I Know Places«              | Swift • Tedder                          | Swift • Tedder • Zancanella                  | 3:15               |                    |                    |                    |                    |                    |
| 13.                | »Clean«                      | Swift • Imogen Heap                     | Swift • Heap                                 | 4:30               |                    |                    |                    |                    |                    |
| 48:41              |                              |                                         |                                              |                    |                    |                    |                    |                    |                    |

| 14. | »Wonderland«      | Swift • Martin • Shellback | Martin • Shellback        | 4:05 |
| 15. | »You Are in Love« | Swift • Antonoff           | Swift • Antonoff • Martin | 4:27 |
| 16. | »New Romantics«   | Swift • Martin • Shellback | Martin • Shellback        | 3:50 |

## Turneja
1989 World Tour je četvrta koncertna turneja. Održana je u svrhu promocije Swiftinog petog studijskog albuma 1989. Turneja je najavljena u studenom 2014. godine, a započela je u Tokyu u svibnju 2015. godine, Swift je osim Azije nastupala i u Europi i Sjevernoj Americi, te Australiji gdje je 12. prosinca 2015. završila turneju.
- 1989 World Tour

## Vanjske poveznice
- www.taylorswift.com – 1989 (engl.)
- Discogs.com – 1898 (engl.)